# Barlo (Duitsland)
Barlo is een plaats in de Duitse gemeente Bocholt in Noordrijn-Westfalen.
Tot 1975 was Barlo een zelfstandige gemeente, vanaf die tijd maakt Barlo deel uit van de gemeente Bocholt. De achtervoegsel -lo zou kunnen verwijzen naar een loofbos. Volstrekte zekerheid bestaat echter niet over de herkomst van de naam. Barlo heeft een voornamelijk agrarisch karakter: 73% van de totale oppervlakte wordt gebruikt voor agrarische doeleinden, 16% bestaat uit bosgebied.

## Huis Diepenbrock

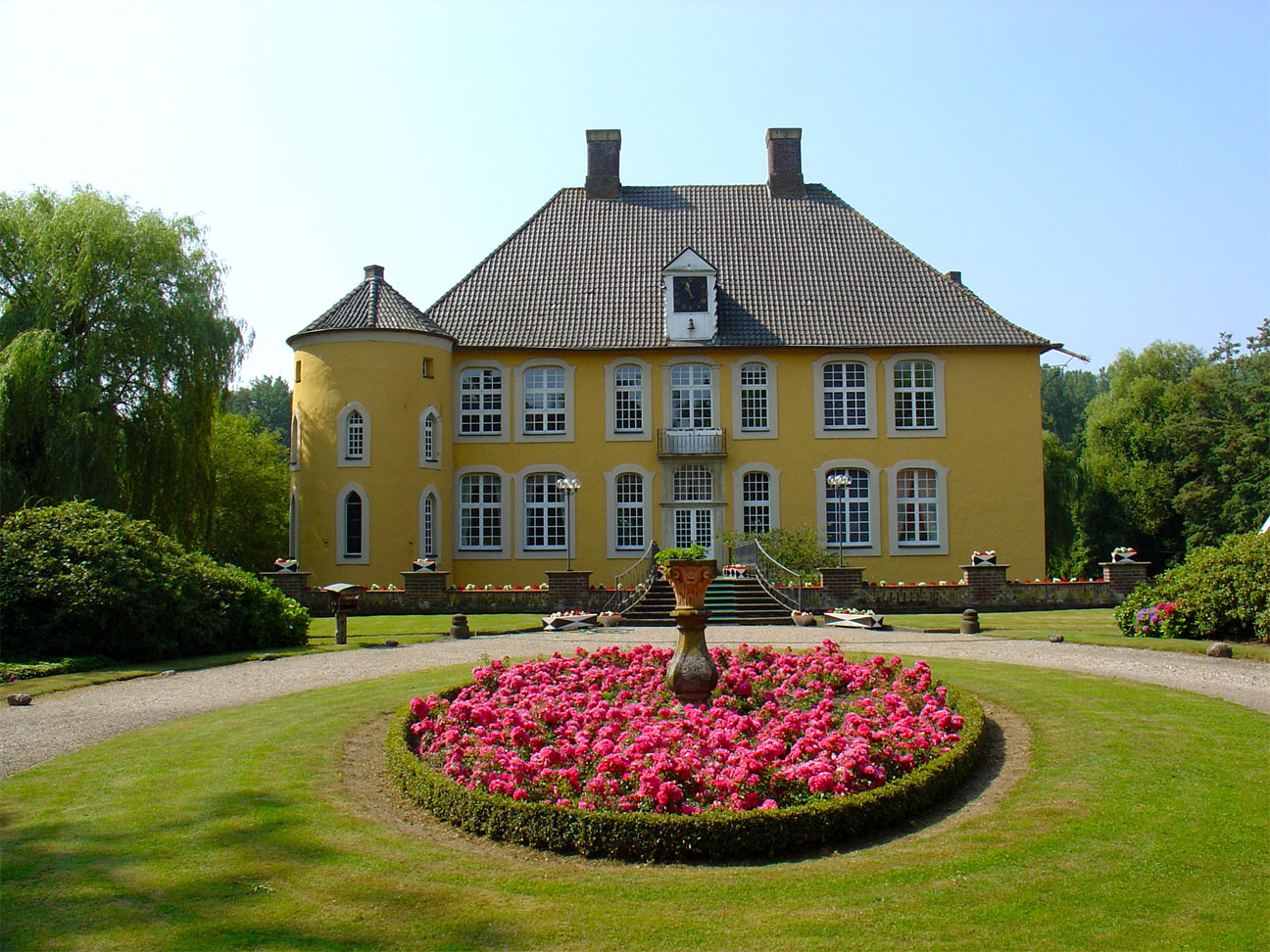
Huis Diepenbrock

In de directe omgeving van Barlo ligt het uit de middeleeuwen stammende Huis Diepenbrock. De eerste vermelding van het landgoed dateert uit 1326, maar vermoedelijk bestond er al in de 12e eeuw een burcht op deze plek. Zowel in de Tachtigjarige Oorlog als in de Dertigjarige Oorlog in dezelfde periode heeft Barlo zwaar te lijden gehad. Het huidige Huis Diepenbrock is een zogenaamde waterburcht.

## Sint Helenakerk
De Sint Helenakerk dateert van 1823. Bij de bouw is gebruikgemaakt van materiaal van de afgebroken Kruiskapel. Deze dicht bij de Nederlandse grens gebouwde kapel was een van de kapellen ten behoeve van rooms-katholieke gelovigen uit de graafschap Zutphen, die na de inlijving bij de Republiek belemmerd werden in de uitoefening van hun godsdienst. Nadat in 1798 in de Franse tijd in Nederland vrijheid van godsdienst werd ingevoerd verloren deze grenskapellen hun functie. Pas in 1821 werden de Nederlandse katholieken losgemaakt van de parochie. Op verzoek van de mensen uit Barlo werd de parochie niet opgeheven maar naar hun dorp verplaatst, zodat zij niet ver weg in Bocholt of Rhede moesten kerken.

## Treinverkeer
Vanaf 1880 was Barlo aangesloten op het spoortraject Winterswijk – Bocholt, al kreeg het pas in 1908 een eigen halte. In 1931 werd het grensoverschrijdende gedeelte naar Winterswijk voor personenvervoer opgeheven; het gedeelte naar Bocholt in 1952. Nadien reden op het traject af en toe nog goederentreinen. Echter, tussen 1989 en 1996 werd het spoortraject definitief opgebroken.

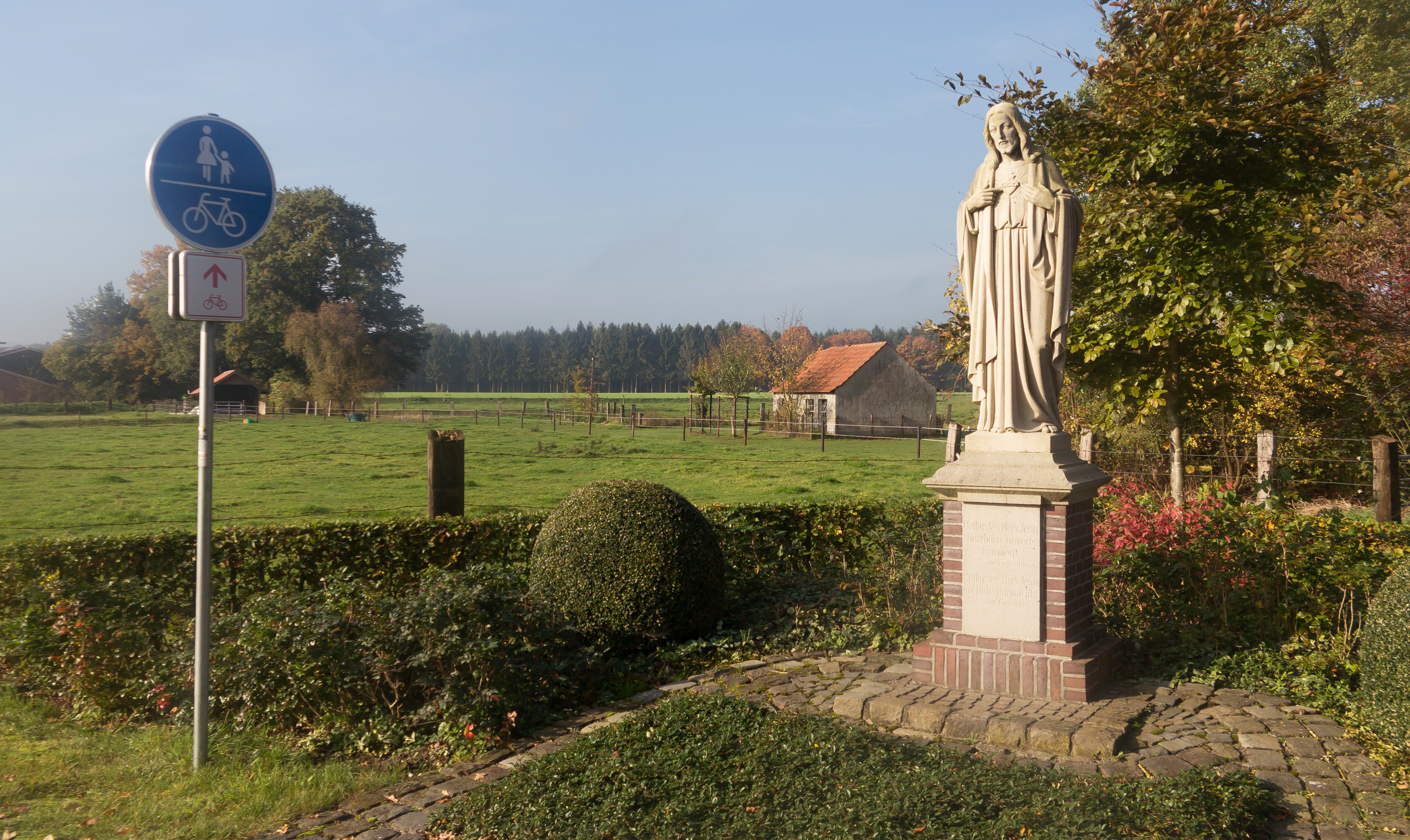
Jezus aan het Kruisbeeld bij de Winterswijkerstrasse-Kreuzkapellenweg

Barlo · Biemenhorst · Hemden · Holtwick · Lankern · Liedern · Lowick · Mussum · Spork · Stenern · Suderwick